# Erin Gray
Erin Gray (Honolulu, Havaí, 7 de janeiro de 1950), é uma atriz norte-americana mais conhecida por sua atuação como a Coronel Wilma Deering no seriado de televisão Buck Rogers in the 25th Century.

## Juventude

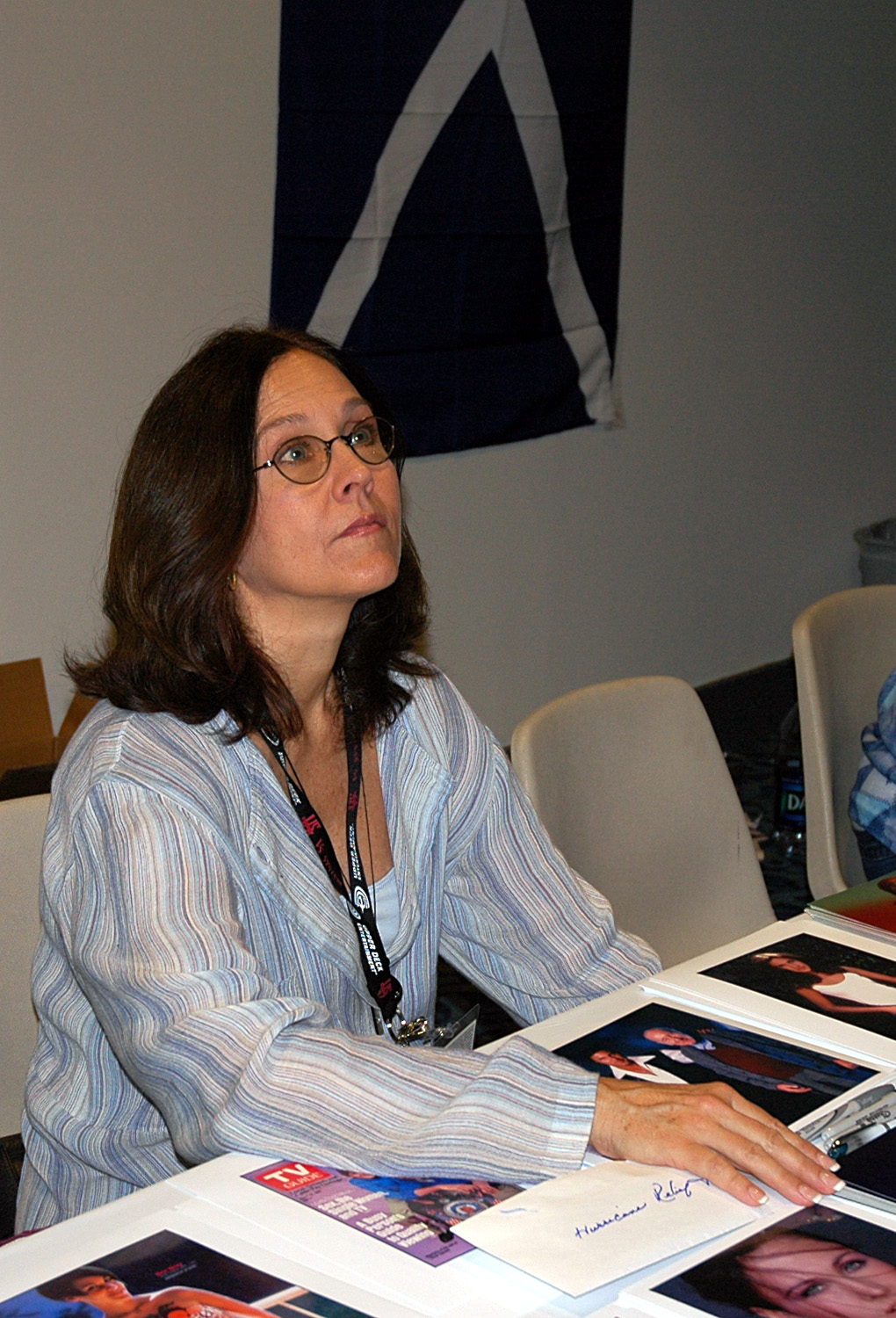
Erin Gray na convenção de fãs Dragon*Con, 2005.

Gray é filha de Diane e Daniel Gray. Aos oito anos, seus pais se separaram. Gray se mudou com a mãe do Havaí para Palm Springs (Califórnia), onde viveu vários anos com os avós. Eventualmente, ela e sua mãe se mudaram para Larkspur (Califórnia). Gray frequentou a Redwood High School e, em seguida, graduou-se na Palisades Charter High School. Frequentou brevemente a Universidade da Califórnia, com foco em matemática, porém, deixou a faculdade para prosseguir com a carreira.

## Carreira
Com pouco tempo de carreira Erin Gray já era considerada uma das top models na cidade de New York. Durante esse período, ela trabalhou como garota propaganda da L'Oréal, Max Factor e Bloomingdale's. Apesar de morar em Nova York, ela começou a desenvolver um interesse em atuar e por isso sua família se mudou com ela para Hollywood.
A primeira aparição de Gray na televisão foi em 1967 como bailarina na série de variedades, Malibu U. Após se mudar para Hollywood, ela logo teve seu primeiro papel como protagonista na minissérie Evening in Byzantium em 1978. No mesmo ano Gray foi contratada por sete anos pela Universal Studios, o que a levou a conseguir o papel da Coronel Wilma Deering no filme Buck Rogers in the 25th Century que em seguida tornou-se seriado de televisão.

## Vida pessoal
Erin Gray casou-se duas vezes. Ela conheceu seu primeiro marido, Ken Schwartz, enquanto frequentavam juntos a escola secundaria. Embora ele tenha se tornado um executivo de sucesso do ramo imobiliário, quando a carreira de Gray como atriz tornou-se muito importante, Schwartz decidiu tornar-se em seu agente em tempo integral. O casamento durou de 1968 até 1990. Em 1991, Gray casou-se com Richard Hissong.
Erin Gray é mãe de Kevan Gray Schwartz e Samantha Gray Hissong.

## Filmografia
- Dreams Awake (2009)
- My True Self (2008)
- Loaded (2008)
- The Wedding Video (2007)
- Jane Doe: How to Fire Your Boss (2007)
- Siren (2006)
- Caught in the Headlights (2004)
- Manfast (2003)
- Special Weapons and Tactics (2002)
- Serial Intentions (2001)
- Touched by a Killer (2001)
- Clover Bend (2001)
- Social Misfits (2001)
- The Last Producer (2000)
- Delicate Instruments (2000)
- Woman's Story (2000)
- A Dangerous Place (1995)
- T-Force (1994)
- Jason Goes to Hell: The Final Friday (1993)
- The Princess and the Dwarf (1989)
- Six Pack (1982)
- Buck Rogers in the 25th Century (1979)
- Winter Kills (1979)

## Seriados de televisão
- Profiler - Karen Archer (2000)
- Baywatch - Monica Johnson (1997-1998)
- Starman - Jenny Hayden (1987)
- Silver Spoons - Kate Summers Stratton (1982-1987)
- The Fall Guy - Bonnie Carlson (1982)
- Buck Rogers in the 25th Century - Wilma Deering (1979-1981)
- Malibu U. - Danseres (1967)